# Wombleton
Wombleton – wieś w Anglii, w hrabstwie North Yorkshire, w dystrykcie (unitary authority) North Yorkshire. Leży 33 km na północ od miasta York i 310 km na północ od Londynu.